# Blood Lake: Killerfische greifen an
Blood Lake ist ein Low-Budget-Katastrophenfilm von James Cullen Bressack, der den Angriff einer riesigen Population von Neunaugen in einer Kleinstadt zum Thema hat. Der Film wurde von der Produktionsgesellschaft The Asylum für den Sender Animal Planet produziert und erschien am 29. September 2014 in Deutschland auf DVD.

## Handlung
Fisch- und Wildtierexperte Michael zieht mit seiner Frau Cate sowie seinen Kindern Nicole und Kyle in eine abgelegene und ruhige Kleinstadt in Michigan. Der Bürgermeister der Stadt, Bruce Akerman, hat ihm den Auftrag gegeben, sich dem Problem der rasch vermehrenden Neunaugen anzunehmen, die bereits die gesamte Fischpopulation gefressen haben. Die Neunaugen scheinen Intelligenz zu entwickeln und greifen nun auch Menschen an. Nachdem die Fische auch in das Abwassersystem und die Trinkwasserversorgung eingedrungen sind, ist ihnen kaum Einhalt zu gebieten. Während die Bewohner verzweifelt um ihr Überleben kämpfen, entscheidet sich Michael dazu, die Brutstätte der Population mit Elektroschocks aus dem Hochspannungsnetz unschädlich zu machen.

## Kritiken
The Asylum fährt in seinen Trashfilmen immer wieder TV-Stars der 1990er Jahre auf. Für den Film finden sich in Deutschland lediglich Kritiken auf Internetportalen. Filmchecker beschrieb den Film als „teils nicht unblutiger Splatter-Trash ohne Rücksicht auf Verluste. Wenn Ex-Beverly-Hills-90210-Sternchen Shannen Doherty auf Abfallpresse The Asylum trifft, kann eigentlich nichts Gutes bei herum kommen“. The Asylum produzierte diesen Film erstmals nicht für den amerikanischen Science-Fiction-Kanal Syfy, sondern für den Tierkanal Animal Planet. Intention des Senders sei es wohl gewesen, die Einschaltquoten zu erhöhen, da der Film im Vorfeld zu Dokumentationen über blutsaugende Tiere gesendet wurde.